# Rhenländska roder
Rhenländska roder (RR) var ett längdmått som användes inom den svenska fortifikationen under 1600- och tidigt 1700-tal, vilken indelades i 12 Rhenländska fot (RF). Då en Rhenländsk fot är 31,385 cm, till skillnad från den svenska foten   
− som är 29,69 cm, innebär det att en Rhenländsk roder är 3,7662 meter. Lantmätarna däremot, använde sig av den svenska alnen, ”scala ulnarum”, det vill säga 0,5938 meter eller två svenska fot.